# Erkki Liikanen
Erkki Liikanen (Mikkeli, 19 september 1950) is een Finse politicus.
Liikanen studeerde politieke wetenschappen met als specialisatie politieke economie aan de Universiteit van Helsinki.
Liikanen maakte in 1972 al op jonge leeftijd (21) zijn intrede in de Finse politiek, waar hij parlementslid werd. Van 1987 tot 1990 was Liikanen minister van Financiën van Finland. Liikanen was van 1990 tot 1994 buitengewoon gevolmachtigd ambassadeur van Finland bij de Europese Unie, waar hij onderhandelingen voerde over de toetreding van Finland.
Van 1995 tot 1999 was hij Europees commissaris voor begroting, personeelszaken en administratie.
Van 16 september 1999 tot 18 november 2004 was Liikanen Europees commissaris voor ondernemingenbeleid en informatiemaatschappij.
Erkki Liikanen is getrouwd en heeft twee dochters.
 Martin Bangemann ·  Ritt Bjerregaard ·  Emma Bonino ·  Leon Brittan ·  Hans van den Broek ·  Édith Cresson ·  João de Deus Pinheiro ·  Franz Fischler ·  Pádraig Flynn ·  Anita Gradin ·  Neil Kinnock ·  Erkki Liikanen ·  Manuel Marín ·  Karel Van Miert ·  Mario Monti ·  Marcelino Oreja ·  Christos Papoutsis ·  Jacques Santer ·  Yves Thibault de Silguy ·  Monika Wulf-Mathies
- Gemeinsame Normdatei: 173254098
- International Standard Name Identifier: 0000 0004 3955 4676
- Library of Congress Control Number: n2016019394
- Parlement.com: vgg51g6si5xi
- Virtual International Authority File: 311425641
- WorldCat: E39PBJfWYBtmVKmjHg8vhRhmBP